# Simpsons regel
Simpsons regel, efter Thomas Simpson, används för att approximera en integral.
{\displaystyle \int _{a}^{b}f(x)\,dx\approx {\frac {b-a}{6}}\left[f(a)+4f\left({\frac {a+b}{2}}\right)+f(b)\right].}

## Förklaring

En funktion och dess interpolationspolynom som har samma funktionsvärde som i, och

Simpsons regel är ett sätt att uppskatta en integral till en funktion {\displaystyle f(x)} genom att ersätta detta med ett andragradspolynom som antar samma värde som {\displaystyle f(x)} i ändpunkterna {\displaystyle a,b} och mittpunkten {\displaystyle m}. För att kunna använda simpsons regel så måste alltså värdet på {\displaystyle f(x)} vara känt i dessa tre punkter.
Det andragradspolynom som uppfyller dessa krav kallar vi {\displaystyle P(x)} och detta kan vi få fram med bland annat Newtons eller Lagranges interpolationspolynom där den senare ser ut som följer:
{\displaystyle P(x)=f(a){\frac {(x-m)(x-b)}{(a-m)(a-b)}}+f(m){\frac {(x-a)(x-b)}{(m-a)(m-b)}}+f(b){\frac {(x-a)(x-m)}{(b-a)(b-m)}}}
Där alltså {\displaystyle m} är
{\displaystyle m={\frac {a+b}{2}}}
och
{\displaystyle \int _{a}^{b}f(x)\,dx\approx \int _{a}^{b}P(x)\,dx}
Ur detta ses att om funktionen {\displaystyle f(x)} är ett andragradspolynom så kommer {\displaystyle P(x)} vara exakt lika med {\displaystyle f(x)}.

## Härledning

### Härledning med hjälp av Lagranges interpolationspolynom
För att härleda att regeln ser ut som den gör behöver man bara integrera det uttrycket som står ovan. Om man nu sätter att
{\displaystyle h={\frac {b-a}{2}},}
dvs. den längd det mellan {\displaystyle a} och {\displaystyle m} eller {\displaystyle m} och {\displaystyle b} kan man skriva om uttrycket på det något trevligare utseendet:
{\displaystyle P(x)=f(a){\frac {(x-(a+h))(x-(a+2h))}{2h^{2}}}+f(a+h){\frac {(x-a)(x-(a+h))}{-h^{2}}}+f(a+2h){\frac {(x-a)(x-(a+h))}{2h^{2}}}}
Om man nu integrerar {\displaystyle P(x)} med avseende på x så kommer man få en enkel integralberäkning som dock är väldigt lång och  därför kommer inte hela presenteras. Om man bara tittar på kvoten efter {\displaystyle f(a)} och integrerar denna så kan man uppfattning om att det ändå stämmer, så att:
{\displaystyle P_{1}(x)=f(a){\frac {(x-(a+h))(x-(a+2h))}{2h^{2}}}}
Och integralen av {\displaystyle P_{1}(x)} blir då alltså
{\displaystyle \int _{a}^{a+2h}P_{1}(x)\,dx=\int _{a}^{a+2h}f(a){\frac {(x-(a+h))(x-(a+2h))}{2h^{2}}}\,dx=}
{\displaystyle {\frac {f(a)}{2h^{2}}}\left[x(a^{2}+3ah+2h^{2})-x^{2}\left({\frac {2a+3h}{2}}\right)+{\frac {x^{3}}{3}}\right]_{a}^{a+2h}=}
{\displaystyle f(a){\frac {h}{3}}=f(a){\frac {b-a}{6}}}
Vilket stämmer med ovan. De andra två räknas ut på likartat sätt och resultatet ovan kommer att erhållas. Nämnaren 3 gör att uttrycket ibland kallas Simpsons 1/3 regel.

### Restterm
Integralen av interpolationspolynomet kan även skrivas med en restterm {\displaystyle R_{n}} och får då utseendet
{\displaystyle \int _{a}^{a+2h}f(x)\,dx=\int _{a}^{a+2h}P(x)\,dx+R_{n}}
Där
{\displaystyle R_{n}={\frac {h^{5}}{90}}\ f^{(4)}(\xi ),\ \xi \in \left[a,a+2h\right]} 
Det största möjliga felet som kan inträffa gör alltså det när absolutbeloppet av fjärdederivatan av f är så stort som möjligt. Det största felet kan skrivas som
{\displaystyle \left|f(\xi )^{(4)}\right|\leq M,\ \xi \in \left[a,a+2h\right]}
{\displaystyle \left|R_{n}\right|\leq {\frac {h^{5}}{90}}M}

## Simpsons 3/8 regel
Om man istället vet värdet hos en funktion {\displaystyle f(x)} i fyra skilda punkter kan man göra som ovan men ersätta funktionen med ett tredjegradspolynom. Härledningen ser väldigt likartad ut som den ovan. Lagranges interpolationspolynom blir då
{\displaystyle P(x)=f(a){\frac {(x-(a+h))(x-(a+2h))(x-(a+3h))}{-6h^{3}}}+f(a+h){\frac {(x-a)(x-(a+2h))(x-(a+3h))}{2h^{3}}}}
{\displaystyle +f(a+2h){\frac {(x-a)(x-(a+h))(x-(a+3h))}{-2h^{3}}}+f(a+3h){\frac {(x-a)(x-(a+h))(x-(a+2h))}{6h^{3}}}}
Där
{\displaystyle h={\frac {b-a}{3}}}
Simpsons 3/8 regel säger då att
{\displaystyle \int _{a}^{b}f(x)\,dx\approx \int _{a}^{b}P(x)\,dx}
Och att detta i sin tur är
{\displaystyle \int _{a}^{a+2h}f(x)\,dx\approx {\frac {3h}{8}}\left[f(a)+3f(a+h)+3f(a+2h)+f(a+3h)\right]}

## MATLAB-implementation
Simpsons regel kan implementeras i MATLAB enligt följande:
```
function
 
[P]
 
=
 
simpson
(
f,a,b,n
)

%f=funktionens namn, a=startvärde, b=slutvärde, 

%n=antal iterationer

h
=(
b
-
a
)
/
n
;

S
=
f
(
a
);

i
=
1
:
2
:
n
-
1
;

x
=
a
+
h
.*
i
;

y
=
f
(
x
);

S
=
S
+
4
*
sum
(
y
);

i
=
2
:
2
:
n
-
2
;

x
=
a
+
h
.*
i
;

y
=
f
(
x
);

S
=
S
+
2
*
sum
(
y
);

S
=
S
+
f
(
b
);

P
=
h
*
S
/
3
;

end

```